# Zurigo

Logo della città di Zurigo

Zurigo (/ʣuˈriɡo/; in tedesco Zürich, pronunciato [ˈʦʏʀɪç]; in francese Zurich, [zyˈʁik]; in romancio Turitg; in latino Turicum) è, con 447 082 abitanti, la maggiore città della Svizzera, nonché il capoluogo del cantone omonimo. È divisa in 12 quartieri. L'agglomerato urbano raggiunge 1,3 milioni di abitanti e la sua regione metropolitana 1,83 milioni.
La lingua ufficiale è il tedesco, ma nel parlato, nelle radio/televisioni locali e talvolta nelle scuole, viene usato lo Züritüütsch, il dialetto della regione, una variante dell'alemanno. Il 10 giugno 2008 Zurigo è stata designata, da Mercer Human Resource Consulting, per la settima volta consecutiva, quale città con la migliore qualità di vita nel mondo. La Mercer ha esaminato 215 grandi città in base a 39 parametri quali tempo libero e ricreazione, sicurezza, pulizia, stabilità politica ed economica, ma anche infrastruttura medico-sanitaria.
Ogni anno in città in agosto si svolge per le strade cittadine la Street Parade, un enorme raduno techno che mobilita centinaia di migliaia di persone da varie parti d'Europa, soprattutto da Svizzera, Austria, Germania, Francia e Italia. Considerata uno dei più grandi ed importanti centri del genere techno e dance del mondo, alla città è intitolato l'asteroide 13025 Zürich.
Nel 2019 Zurigo è stata classificata da Mercer, insieme ad altre due città elvetiche, Ginevra e Basilea, tra le dieci città più vivibili del mondo.

## Geografia fisica

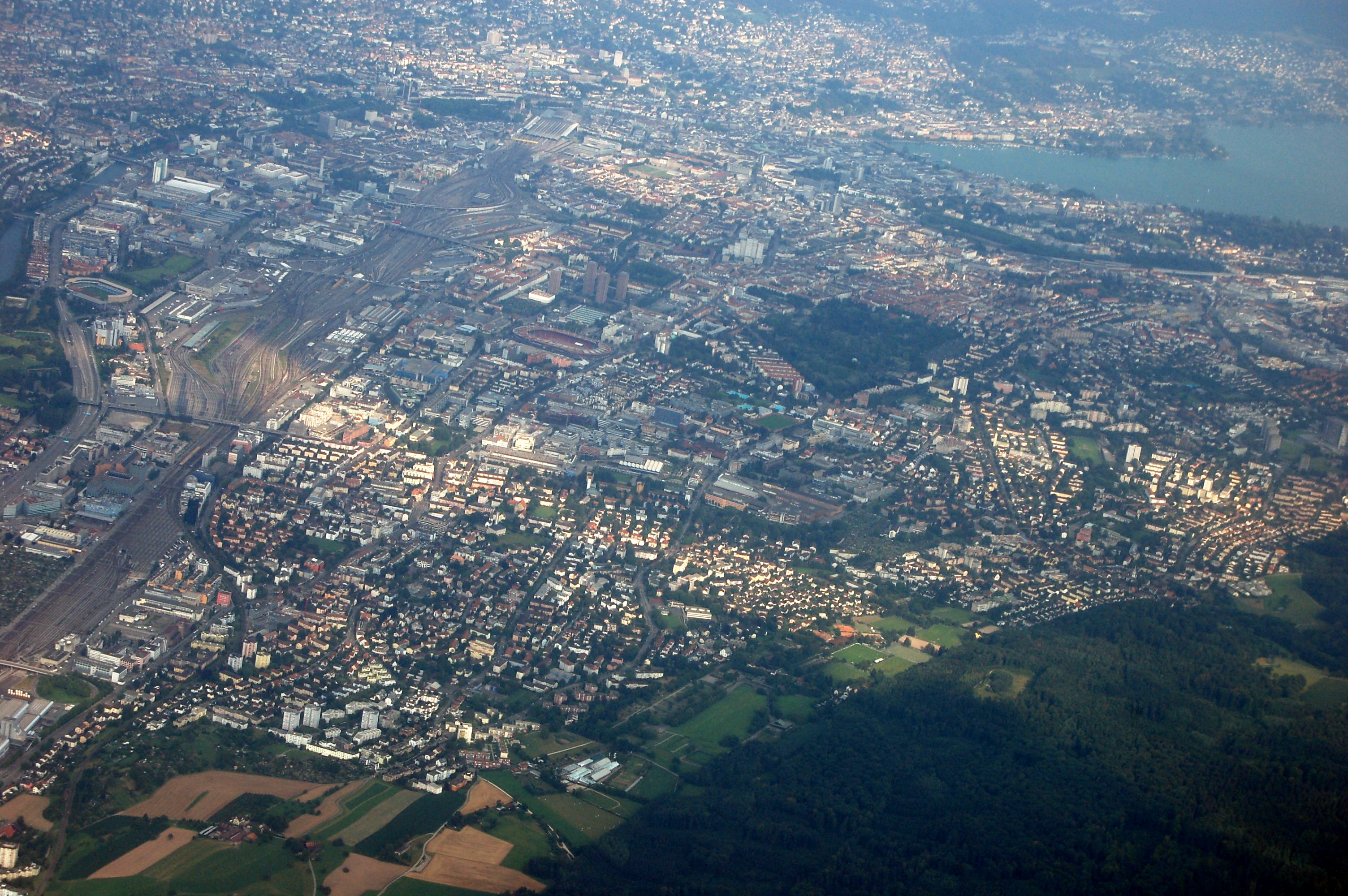
Foto aerea di Zurigo ovest e centro

Zurigo è situata al limite settentrionale dell'omonimo lago, dove il fiume Limmat abbandona il lago stesso. Un poco più a nord, presso il più grande parco zurighese, il Platzspitz, confluisce nella Limmat il fiume Sihl, affluente proveniente da sud-ovest.
Verso ovest la città si estende lungo la valle della Limmat. A nord, Zurigo si estende oltre i monti Zürichberg (631 m) e Käferberg (581 m), fino ad arrivare alla valle del Glatt. Il limite orientale invece è posto dai monti Adlisberg (701 m) e Öschbrig (696 m), mentre quello sudoccidentale è rappresentato dall'Uetliberg (873 m).
La superficie comunale è di 91,9 km². Il punto più alto è l'Uto Kulm (873 m), il punto più basso è il fiume Limmat, al confine con il comune di Schlieren (402 m).

### Comuni limitrofi
I comuni limitrofi sono (in senso orario, a partire da sud-ovest): Kilchberg, Adliswil, Stallikon, Birmensdorf, Uitikon, Schlieren, Oberengstringen, Regensdorf, Rümlang, Opfikon, Wallisellen, Dübendorf, Fällanden, Maur e Zollikon.

## Clima
| Zurigo              | Mesi | Mesi | Mesi | Mesi | Mesi | Mesi | Mesi | Mesi | Mesi | Mesi | Mesi | Mesi | Stagioni | Stagioni | Stagioni | Stagioni | Anno  |
| Zurigo              | Gen  | Feb  | Mar  | Apr  | Mag  | Giu  | Lug  | Ago  | Set  | Ott  | Nov  | Dic  | Inv      | Pri      | Est      | Aut      | Anno  |
| ------------------- | ---- | ---- | ---- | ---- | ---- | ---- | ---- | ---- | ---- | ---- | ---- | ---- | -------- | -------- | -------- | -------- | ----- |
| T. max. media (°C)  | 2,6  | 4,7  | 9,0  | 13,3 | 17,8 | 21,2 | 23,5 | 22,4 | 19,3 | 13,8 | 7,6  | 3,7  | 3,7      | 13,4     | 22,4     | 13,6     | 13,2  |
| T. min. media (°C)  | −2,2 | −1,3 | 1,2  | 4,2  | 8,1  | 11,4 | 13,3 | 12,9 | 10,5 | 6,6  | 1,8  | −1,1 | −1,5     | 4,5      | 12,5     | 6,3      | 5,5   |
| Precipitazioni (mm) | 65   | 68   | 68   | 89   | 105  | 129  | 119  | 132  | 90   | 68   | 80   | 72   | 205      | 262      | 380      | 238      | 1 085 |

## Storia
La colonizzazione celtica della zona risale almeno al 500 a.C. (secondo alcuni studi ad un periodo molto precedente). Si ritiene comunque che il toponimo romano della città, Turicum, risalga proprio alla denominazione celtica, visto che questo termine sicuramente non ha un'origine latina.
Intorno al 43 a.C. iniziò la colonizzazione romana del territorio elvetico. Durante la conquista Romana della regione alpina, nel 15 a.C. i romani eressero un castellum sul Lindenhof, una collina morenica che domina la via d'acqua costituita dal Lago di Zurigo e dal fiume Limmat. Al castellum venne più tardi affiancata una stazione doganale, chiamata Statio Turicensis quadragesima Galliarum, dove veniva riscossa l'imposta del 2,5 % (un quarantesimo) sul valore dei beni in transito fra le Gallie e la Rezia. Si trovava infatti presso il confine fra le province romane della Germania superiore e della Rezia. Trovandosi ad un'estremità della via d'acqua che va dal Lago di Walenstadt al Lago di Zurigo, era inoltre un importante luogo di transito. La stazione doganale si trasformò col tempo in un vicus.
La piccola fortificazione sul Lindenhof, nel pieno centro dell'odierna Zurigo, venne trasformata dall'imperatore romano Valentiniano I (364-375) in un vero e proprio castello. Questa costruzione doveva servire a difendere la stazione doganale contro le incursioni delle bande di Alemanni provenienti da oltre il limes dell'impero situato lungo il Reno.
Il ritiro dei romani dall'altopiano elvetico avvenne nell'anno 401. Del periodo che va dal V all'VIII secolo si sa poco. È provato comunque che ci fu un insediamento franco-alemanno nel territorio zurighese a partire dalla metà del VI secolo.
Nel 773, in seguito al matrimonio tra Carlo Magno e Ildegarda, appartenente alla famiglia ducale alemanna che regnava sin dall'inizio dell'VIII secolo su Zurigo, la città passò ai Carolingi. Comunque, nonostante le numerose leggende collegate a Carlo Magno, si può affermare che quest'ultimo non sia mai stato a Zurigo. Nella città si trova tuttavia la più antica rappresentazione scultorea dell'imperatore franco.
Nell'843 Zurigo passò a Ludovico II il Germanico, che fece costruire un palazzo sul Lindenhof, nei pressi del precedente forte romano. Inoltre, egli fondò nell'853 un'abbazia femminile, alla quale attribuì numerosi feudi, tra i quali anche il territorio del futuro canton Uri.
Nell'874, Carlo III, detto il Grosso, figlio di Ludovico, fece costruire per l'abbazia una chiesa, il Fraumünster. Grazie all'abbazia e alla sua collocazione sulla via di transito che portava dalla Germania verso le Alpi e i Grigioni, Zurigo ebbe un notevole sviluppo. Nell'XI secolo la città venne annessa al ducato di Svevia ma divenne poi nel XIII secolo città libera dell'Impero. Nel 1300 Zurigo contava circa 9 000 abitanti.
A partire dal 1291 il Consiglio di Zurigo era presieduto in larga maggioranza dai ricchi commercianti zurighesi. Questi trattavano con l'Italia e la Germania, manipolando a loro piacere i prezzi, la valuta e le finanze cittadine, facendo così aumentare il malcontento della popolazione, soprattutto degli artigiani.
Il 7 giugno 1336 gli artigiani, alleatisi con la vecchia nobiltà terriera e militare, rovesciarono il Consiglio cittadino e bandirono o dichiararono ineleggibili gran parte dei consiglieri (quasi esclusivamente appartenenti alle ricche famiglie del patriziato mercantile). In seguito, il capo della rivolta, Rudolf Brun, egli stesso consigliere e di antica famiglia ministeriale, venne eletto dall'assemblea cittadina primo borgomastro di Zurigo e capitano a vita, con il diritto di scegliere quattro nomi tra i quali sarebbe stato scelto alla sua morte il suo successore. Nella riforma varata il 16 luglio 1336 si davano pieni poteri al borgomastro con durata vitalizia, si riconoscevano tredici gilde (corporazioni di artigiani) e si creava la camera dei connestabili (organizzazione nobiliare). Il Consiglio, con poteri esecutivi, veniva aperto pariteticamente alle corporazioni e ai nobili. Brun governò senza opposizione interna fino alla morte (1360). Il suo successore Rüdiger Manesse continuò per altri ventitré anni la stessa struttura di potere tra crescenti difficoltà interne, ma alla sua morte la carica di borgomastro cesserà di essere una carica vitalizia, per diventare semestrale, con elezione da parte del Consiglio.
Nel 1351 Zurigo entrò a far parte della Confederazione Elvetica, composta fino ad allora dai cantoni Uri, Svitto, Untervaldo e Lucerna come quinto Stato confederato.
Nel XVI secolo Zurigo fu, con Huldrych Zwingli, un centro della riforma protestante. Il 12 maggio 1555 i riformati protestanti di Locarno (Orelli, Duno, Magoria, Muralto, ecc.) furono festosamente accolti in città.
La città venne poi invasa il 26 marzo 1798 da truppe napoleoniche e fu luogo di due battaglie combattute dai francesi contro austriaci e russi nel 1799. Nel 1803, con l'atto di mediazione di Napoleone Bonaparte, i cantoni elvetici recuperarono la loro indipendenza, pur dovendo entrare nella sfera d'influenza politica francese.
Nel 1848, con l'istituzione dello Stato Federale Svizzero, Zurigo si propose come capitale elvetica, ma perse il confronto con Berna.
Nel 1833 venne inaugurata l'Università di Zurigo e in seguito, nel 1855, venne aperto il Politecnico federale di Zurigo (ETHZ).
Nel 1893 ha inglobato i comuni soppressi di Aussersihl, Enge, Fluntern, Hirslanden, Hottingen, Leimbach, Oberstrass, Riesbach, Unterstrass, Wiedikon, Wipkingen e Wollishofen e nel 1934 quelli di Affoltern, Albisrieden, Altstetten, Höngg, Oerlikon, Schwamendingen, Seebach e Witikon.
Con 445 314, nel 1962, Zurigo raggiunse il massimo storico di abitanti. Cifra che nei seguenti tre decenni andò sempre calando, a vantaggio dei comuni limitrofi, fino ad arrivare a circa 350 000 nei primi anni 1990. Negli ultimi 15 anni c'è stata comunque un'inversione di tendenza, arrivando la popolazione agli attuali 400 000 nel centro cittadino e 1 200 000 nell'agglomerato urbano limitrofo.

## Monumenti e luoghi d'interesse

### Architetture religiose
Il Grossmünster è l'antico duomo di Zurigo, dedicato ai santi patroni della città che erano Felix e Regula. Oggi è una chiesa protestante simbolo della città. Si tratta di una costruzione di carattere prevalentemente romanico anche se la sua caratteristica più vistosa è la parte terminale delle due torri gotiche, che vengono coronate da due piccole cupole di epoca barocca.
Si tratta di una basilica a tre navate priva di transetto che si affaccia direttamente sulla Limmat.

#### Fraumünster
È insieme al Grossmünster la chiesa più importante di Zurigo. Le due chiese si affacciano dalle rispettive sponde del fiume Limmat, che divide il centro storico in due parti. Il Fraumünster si trova sulla riva sinistra, ossia quella occidentale. Seguendo gli sviluppi storici svizzerotedeschi, è diventato un tempio protestante.
La chiesa si basa su una costruzione eretta in epoca carolingia. Il suo impianto attuale è legato prevalentemente all'architettura gotica. Tuttavia, vi sono importanti elementi romanici come i tre finestroni in seguito decorati da Marc Chagall: essi costituiscono uno dei maggiori elementi decorativi della chiesa, nel complesso abbastanza spoglia come vuole la tradizione zwingliana.

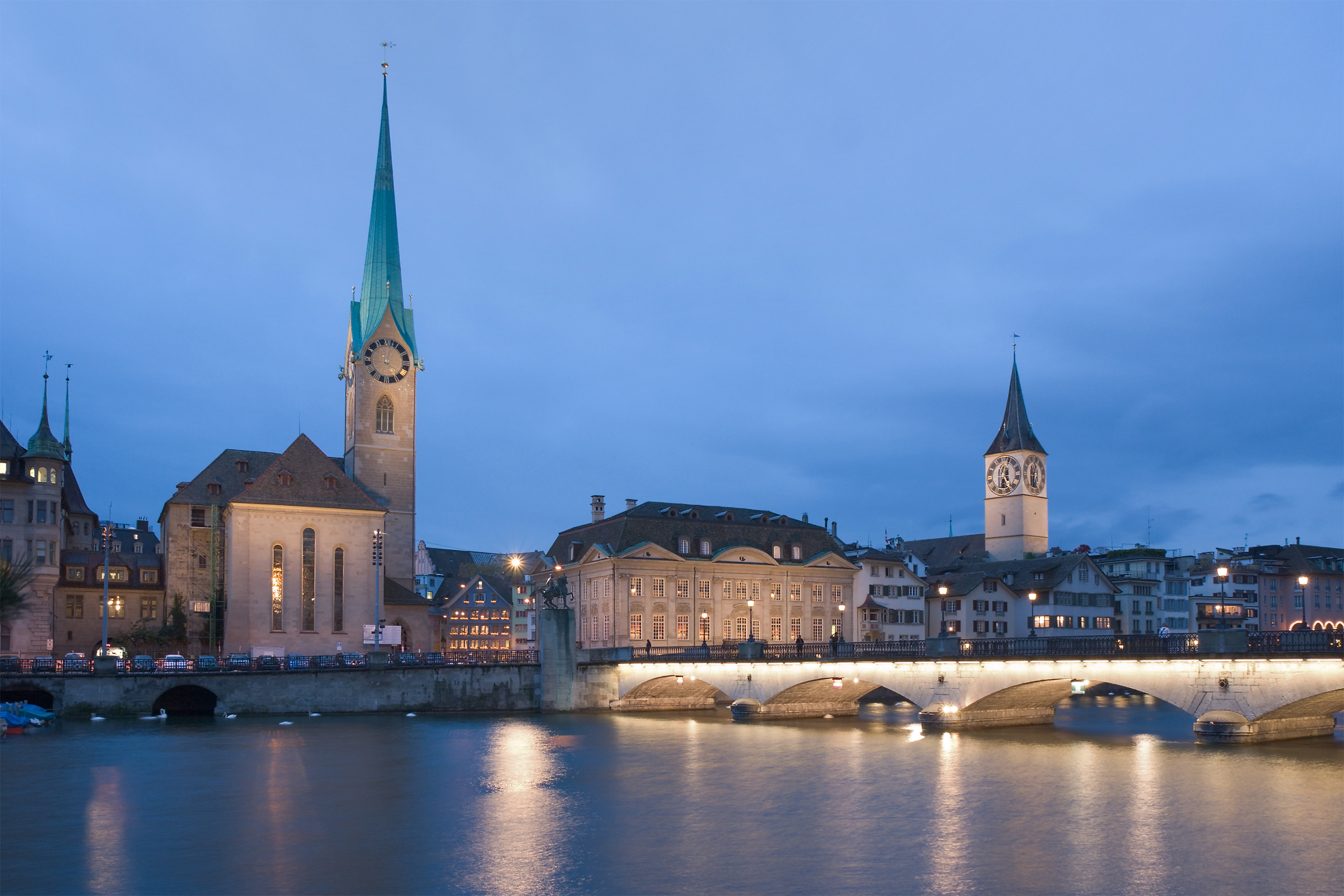
Fraumünster a sinistra, chiesa di San Pietro (St. Peter) a destra

La chiesa, in origine provvista di due torri, fu profondamente ristrutturata nel settecento: della torre sud oggi rimane solo la base, mentre quella settentrionale venne rialzata ed ulteriormente decorata secondo gli influssi del barocco.

#### Chiesa di San Pietro
La chiesa di San Pietro è la più antica parrocchia medievale. Si trova nelle vicinanze del Lindenhof, che era un tempo un castello romano, e le sue origini risalgono molto probabilmente al tempo dei Romani. La prima menzione è dell'857, quando il re Ludovico II il Germanico dona le entrate della parrocchia all'abbazia di Fraumünster. Nel 1345 il borgomastro Rudolf Brun, artefice dello statuto delle corporazioni zurighesi, acquisisce i diritti e i tributi di St. Peter (decima). Nel 1360 vi fu inumazione di Brun nel coro della chiesa la cui tomba e lapide si trovano sul muro esterno della torre. Il primo parroco riformato, Leo Jud (1523-1542), che era amico di Zwingli, lavorò alla prima traduzione zurighese della Bibbia. Tra il 1778 ed il 1801 lavorò a St, Peter il parroco J.C. Lavater (scrittore e fisiognomo), amico del giovane Goethe. La sua tomba si trova addossata al muro esterno della chiesa, mentre una sua stele commemorativa è posta nel coro.

#### Predigerkirche

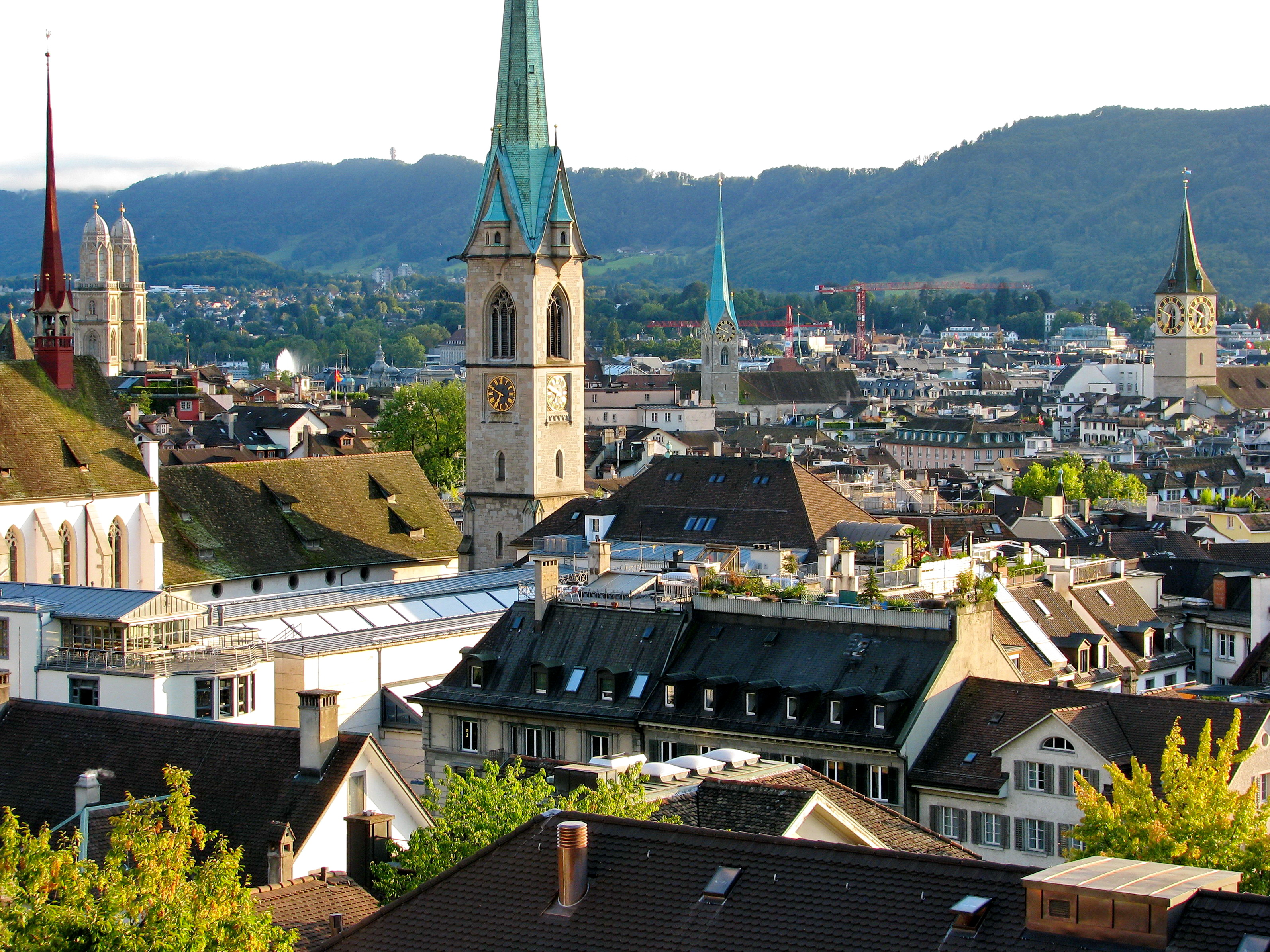
In primo piano, il campanile neogotico della Predigerkirche, sullo sfondo le torri medievali delle principali chiese

Poco dopo la fondazione dell'ordine domenicano, i monaci predicatori (Predigermönche) vennero chiamati a Zurigo dal Consiglio cittadino. Nel Niederdorf costruirono un monastero e una chiesa. Nella prima metà del XIV secolo, il monastero costituiva il centro della vita culturale della città; poco dopo la sua influenza perse d'importanza. Nel 1524 il Consiglio cittadino sotto l'influsso della Riforma, chiuse il monastero. I servizi religiosi per il quartiere e l'ospedale dello Spirito Santo (Heiliggeist) adiacente alla chiesa (da cui spesso il nome di "Kirche zu Predigern und Heiliggeist"), all'epoca venivano tenuti nel coro che era separato dalla navata della chiesa, e ciò fino all'inizio del XVII secolo, quando venne effettuata la trasformazione della navata. All'epoca la parrocchia divenne autonoma. Nel Medioevo la confraternita dei membri del Consiglio che andò in pellegrinaggio a Santiago di Compostela possedeva un altare nella Predigerkirche. Al tempo della Riforma, per un breve periodo divenne parroco della Predigerkirche lo spiritualista scacciato da Wittenberg A. Bodenstein detto Karlstadt. Gottfried Keller è stato battezzato alla Predigerkirche, e come si può leggere in "Enrico il Verde" vi è anche stato cresimato: in questa chiesa è stato ugualmente battezzato il suo contemporaneo Conrad Ferdinand Meyer.
La chiesa dei domenicani costruita in stile romanico fu terminata nel 1269. Nella prima metà del XIV secolo il coro venne rifatto in stile alto gotico; è una delle opere più importanti dell'architettura dell'ordine dei frati questuanti in Svizzera. Verso il 1540 la navata e il coro vennero divisi da un muro. Dal 1606 al 1614 la navata venne trasformata nella prima sala di chiesa protestante del primo barocco nell'area culturale della Germania meridionale. L'ideazione di questa sala di preghiera, con in mezzo alla parete frontale un'edicola, e sotto di essa il fonte battesimale, divenne un modello per molte costruzioni di chiese ortodosse riformate. Nel 1873 nel coro della chiesa venne collocata la biblioteca cantonale. Nel 1879 la Predigerkirche acquisì il primo organo dopo la Riforma. Nel 1887 l'edificio del monastero venne distrutto da un incendio; al suo posto nel 1915 sorse la Zentralbibliothek. Nel 1900, la chiesa venne dotata della torre più alta della città che misura 97 metri, progettata da G. Gull e chiaramente ispirata a quelle crollate del Grossmünster. Interamente restaurata negli anni sessanta. Sono di questi anni l'organo (46 registri) e l'arazzo sulla parete frontale di Ruth von Fischer.

### Architetture civili

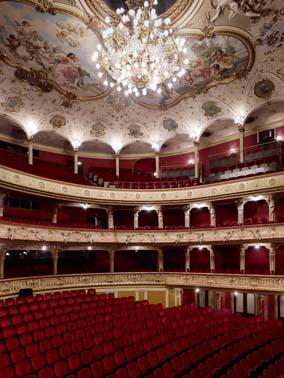
Opernhaus Zürich

- Hauptbahnhof Zürich (stazione centrale; costruita verso la metà del XIX secolo, con grande centro commerciale, il Shop-Ville, all'interno)
- Opernhaus Zürich (Teatro dell'opera di Zurigo)
- Zentralbibliothek Zürich (biblioteca centrale)
- ETH-Hauptgebäude (edificio principale del Politecnico federale di Zurigo del XIX secolo)
- Zürcher Rathaus (municipio di Zurigo)
- Schauspielhaus di Zurigo (teatro cittadino)
- Prime Tower il secondo edificio più alto della Svizzera

Nodo del traffico cittadino, la Bahnhofplatz è dominata dal serrato edificio dell'Hauptbahnhof, grande stazione ferroviaria costruita nel 1865-1871 e preceduta dal monumento ad Alfred Escher (1889), promotore della linea ferroviaria del San Gottardo. A nord della stazione si riconosce lo scenografico complesso architettonico del Landesmuseum, fantasiosa rivisitazione di un castello medievale.

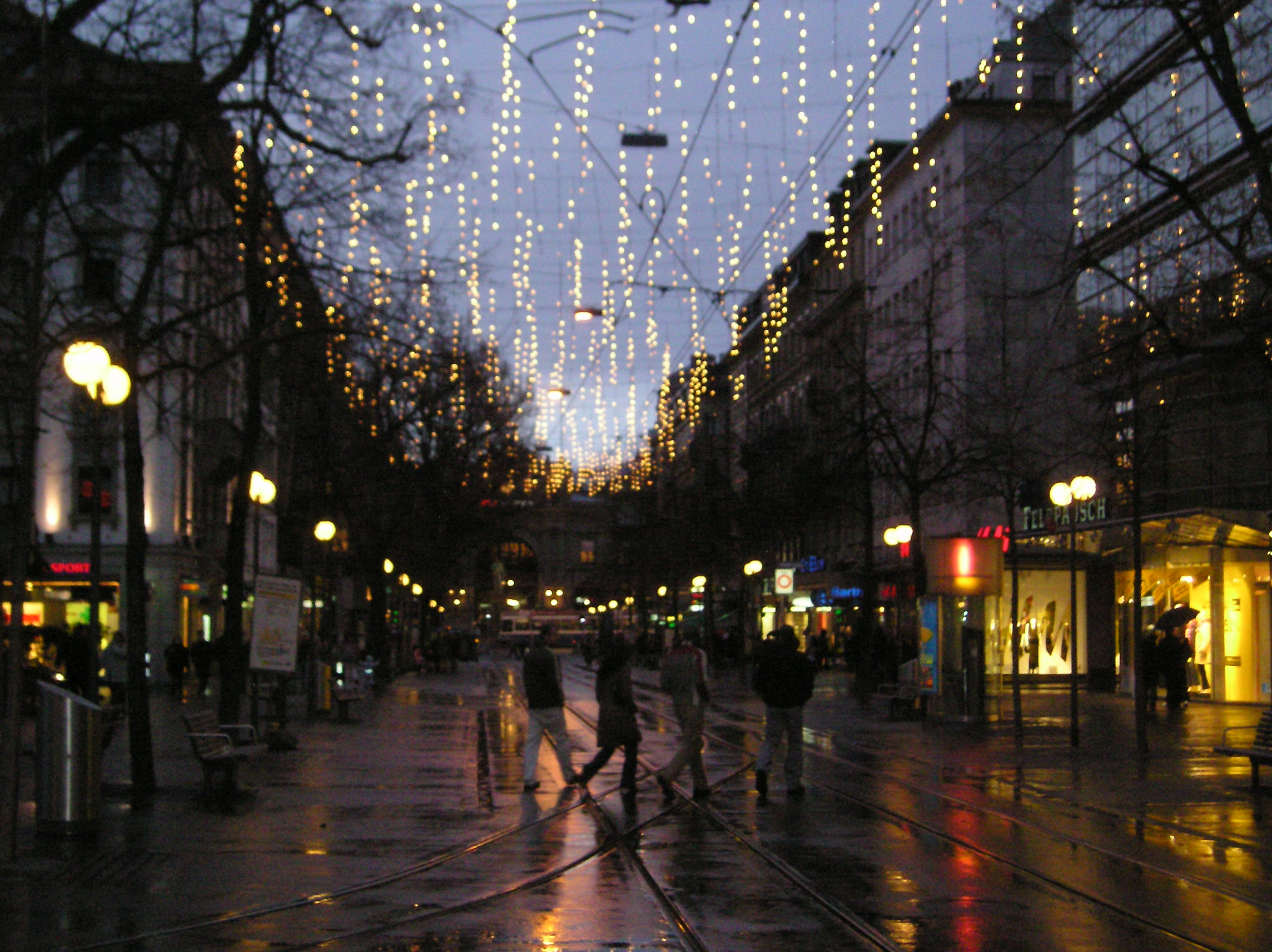
Scorcio della Bahnhofstrasse con la decorazione natalizia usata dagli anni settanta fin quasi ai giorni nostri

Il grande Museo Nazionale Svizzero (Schweizerisches Landesmuseum), costruito nel 1893-1898 da Gustav Gull, è di sicuro il punto turistico più visitato perché accoglie un'ampia rassegna di tutte le manifestazioni della storia e della cultura elvetiche, dalla preistoria ai nostri giorni. Le prime sale sono dedicate all'arte sacra e profana del medioevo e del XV e XVI secolo: frammenti di affreschi del IX e XI secolo, sculture lignee romaniche, pale d'altare, gruppi e statue lignee d'arte gotica del XVI e XVII secolo. Polittici e tavole di Holbein il Vecchio, del Maestro delle Violette, di artisti del '400 lombardo; opere della cosiddetta scuola zurighese del Maestro del Garofano (Hans Leu il Vecchio e Hans Leu il Giovane, Hans Fries, Hans Boden) e affreschi di scuola svizzero-tedesca del XV e XVI secolo. Seguono sale dedicate all'artigianato del XIX e XX secolo: ricostruzione di botteghe artigiane per la fabbricazione di torchi, botti, carri; fonderie di campane e cannoni; mulini; utensili agricoli. Ampi spazi sono destinati alla ricostruzione di ambienti del XV e XVI secolo: sala del Consiglio di Mellingen, camere dell'abbazia di Fraumünster di Zurigo; vetrate, stemmi e mobili rinascimentali; oggetti e vasi di farmacia provenienti dall'abbazia benedettina di Muri. L'artigianato del XVI e XVII secolo è rappresentato da orologi, gioielli; tessuti, costumi tradizionali e vetrate; mobili, arazzi, dipinti argenti e grandi stufe in maiolica ripropongono tipici interni di case sei-ottocentesche. Ricca poi la collezione di armi e armature dal IX al XX secolo con stendardi, armi da parata ed equipaggiamento delle truppe svizzere al servizio dei vari paesi europei (XVIII e XIX secolo). Numerosi anche i reperti della Svizzera preistorica e gallo-romana. In una sala a forma di chiesa gotica, plastico della battaglia di Murten con figurine in stagno e, alle pareti, monumentali affreschi di Ferdinand Hodler raffiguranti le battaglie combattute dei Confederati.
Alle spalle del museo, il parco civico (Platzpromanade), conosciuto anche come Platzspitz, occupa una stretta lingua di terra delimitata dai fiumi Sihl e Limmat. Di gusto ottocentesco, con statue di uomini illustri e fontane, è stato per alcuni anni tristemente famoso perché punto d'incontro di tossicodipendenti e spacciatori, con discussi esperimenti di distribuzione controllata di droghe pesanti.

L'ampia e animata Bahnhofstrasse, tracciata nella seconda metà dell'Ottocento, corre per oltre un chilometro dalla Bahnhofplatz alla Burkliplatz, ossia dalla stazione al lago. Principale arteria della città, in parte riservata ai pedoni, è fiancheggiata da signorili palazzi ottocenteschi, moderni edifici, sedi di banche ed eleganti negozi. La Bahnhofstrasse attraversa la Paradeplatz, mercato di bestiame della città barocca, in seguito piazza d'armi per la sua vicinanza agli arsenali cittadini. Oggi è il cuore della città moderna e principale nodo tranviario urbano.

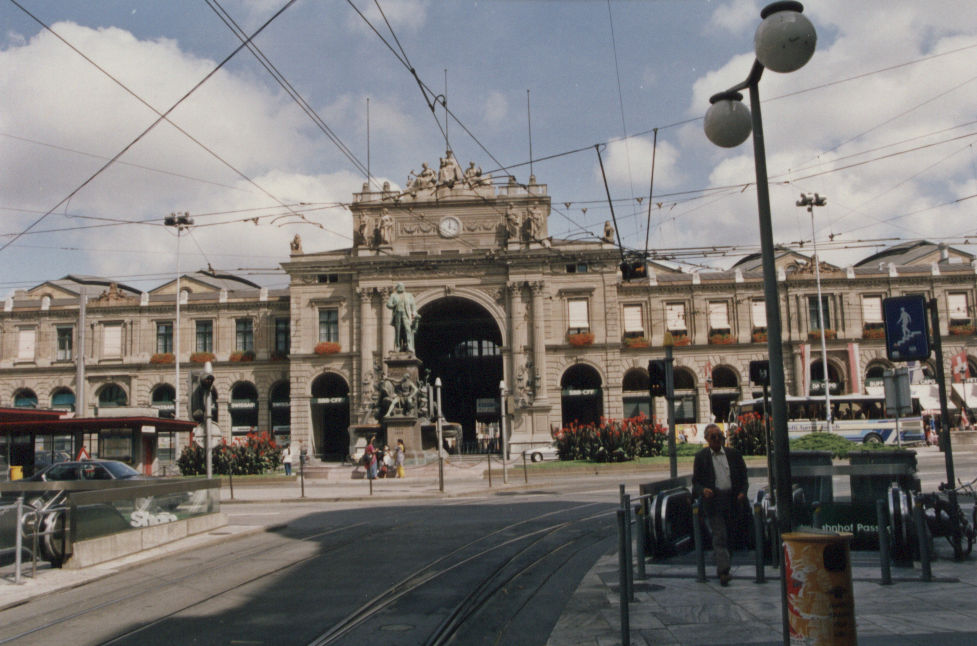
Stazione Centrale

Il vecchio ospedale psichiatrico della città, il Burghölzli, all'inizio del Novecento divenne uno dei principali centri della psichiatria europea: in pochi anni i suoi psichiatri, formatisi sotto la direzione di Eugen Bleuler, fornirono la definizione di schizofrenia e di autismo, perfezionarono il metodo delle libere associazioni (Carl Gustav Jung), avviarono l'indirizzo fenomenologico in psichiatria, e crearono il test delle macchie di Rorschach (Hermann Rorschach).
Villa Wesendonck si trova nel parco pubblico più ampio della città, situato in posizione leggermente elevata, lungo la sponda occidentale del lago. Oggi la villa custodisce un museo di arte extra-europea (museo Rietberg) ma è anche ricordata per aver ospitato Richard Wagner dal 1857 al 1859 durante la composizione del Tristan und Isolde. Wagner era ospite del padrone della villa, il commerciante zurighese Otto Wesendonck. La moglie di Otto, la poetessa Matilde Wesendonck, ebbe una breve relazione col musicista.

## Cultura

### Università
Zurigo è sede del prestigioso Politecnico federale di Zurigo, dell'Università di Zurigo e di un'accademia di belle arti.

### Biblioteche
La città ospita numerose biblioteche, come la Biblioteca centrale di Zurigo e la Biblioteca del Politecnico federale.

### Musei
- Kunsthaus Zürich (museo di belle arti con opere di Edvard Munch, Alberto Giacometti ed altri).
- Museo nazionale di Zurigo (sede principale del Museo nazionale svizzero, costruito alla fine del XIX secolo e dedicato alla storia).
- Collezione Bührle
- Museo Rietberg (Villa Wesendonck), il più grande museo d'arte incentrato sull'arte e il design non europei in Svizzera.
- Giardino zoologico di Zurigo
- Museum für Gestaltung (centro espositivo di tutto ciò che ha a che vedere con la "forma". Centra l'attenzione in particolare su design, architettura, comunicazione visuale, digitale, cultura quotidiana, fotografia, arte e media).
- Paläontologisches Museum

### Teatri e musica
Il teatro dell'opera della città è la Opernhaus Zürich, mentre il teatro di prosa è la Schauspielhaus di Zurigo.
La sala da concerto di Zurigo è la Tonhalle, dove si esibisce l'Orchestra della Tonhalle di Zurigo.
Un famoso locale della città svizzera è il Cabaret Voltaire, culla del Dadaismo.

### Radio e televisione
Ha sede l'azienda radiotelevisiva della Svizzera tedesca SRF.

## Geografia antropica

### Suddivisioni amministrative

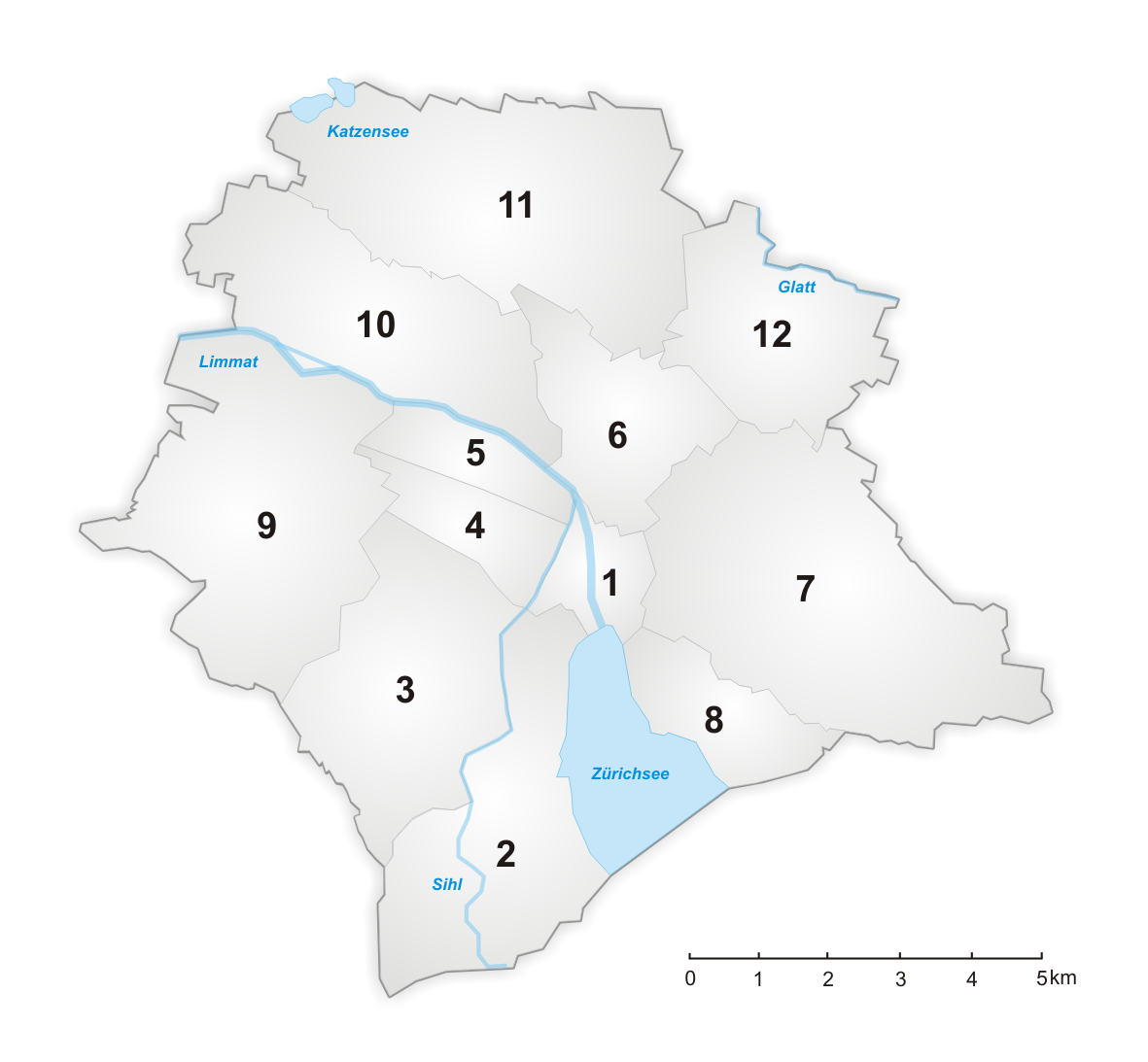
I dodici distretti di Zurigo

I confini originali della città di Zurigo, sino al 1893, coincidevano più' o meno con la città vecchia. Due grandi espansioni dei confini della municipalità si verificarono nel 1893 e nel 1934, quando la città si fuse con molti comuni circostanti, i quali dal XIX secolo avevano iniziato a partecipare alla sua crescita. Oggi, Zurigo è divisa in dodici distretti (noti come Kreis in tedesco), numerati da 1 a 12, ognuno dei quali contiene da uno a quattro quartieri:
- Il Kreis 1, noto come Altstadt ("Città vecchia"), contiene il centro storico, sia a est e ovest dell'uscita della Limmat dal lago. Il Distretto 1 contiene i quartieri di Hochschulen, Rathaus, Lindenhof e City.
- Il Kreis 2 si trova lungo il lato ovest del Lago di Zurigo, e contiene i quartieri di Enge, Wollishofen e Leimbach.
- Il Kreis 3, noto come Wiedikon è tra la Sihl e il Üetliberg, e contiene i quartieri di Alt-Wiedikon, Sihlfeld e Friesenberg.
- Il Kreis 4, noto come Aussersihl, si trova tra la Sihl e i binari in uscita dalla Stazione Centrale di Zurigo (Hauptbahnhof), e contiene i quartieri di Werd, Langstrasse, e Hard.
- Il Kreis 5, conosciuto come Industriequartier, si trova tra la Limmat e la ferrovia che lascia Zurigo Hauptbahnhof, contiene l'ex area industriale di Zurigo, che è stata ricostruita su larga scala creando abitazioni di lusso, punti di vendita al dettaglio e immobili commerciali. Esso contiene i quartieri di Gewerbeschule, e Escher-Wyss.
- Il Kreis 6 si estende ai bordi dello Zürichberg, una collina che domina la parte orientale della città. Il Distretto 6 contiene i quartieri di Oberstrass e Unterstrass.
- Il Kreis 7 si estende sul bordo dell'Adlisberg e del Zürichberg, due colline sul lato orientale della città. Il Distretto 7 contiene i quartieri di Fluntern, Hottingen e Hirslanden. Questi quartieri ospitano i residenti più ricchi e più importanti di Zurigo. Il quartiere di Witikon, confinante con la collina dell'öschbrig, appartiene anche a questo distretto.
- Il Kreis 8, ufficialmente chiamato Riesbach, ma colloquialmente noto come Seefeld, si trova sul lato orientale del lago di Zurigo. Il Distretto 8 è costituito dai quartieri di Seefeld, Mühlebach e Weinegg.
- Il Kreis 9 è situato tra la Limmat a nord e lo Üetliberg a sud. Esso contiene i quartieri di Altstetten e Albisrieden.
- Il Kreis 10 si trova a est della Limmat e a sud delle colline dell'Hönggerberg e Käferberg. Il Distretto 10 contiene i quartieri di Höngg e Wipkingen.
- Il Kreis 11 si trova nella zona nord dell'Hönggerberg e del Käferberg e tra la Valle del Glatt e il Katzensee ("Lago dei gatti"). Esso contiene i quartieri di Affoltern, Oerlikon e Seebach.
- Il Kreis 12, conosciuto come Schwamendingen, si trova nella Glattal (la valle della Glatt) sul lato nord dello Zürichberg. Il Distretto 12 contiene i quartieri di Saatlen, Schwamendigen Mitte, e Hirzenbach.

La maggior parte dei confini dei distretti sono abbastanza simili ai confini originali dei comuni già esistenti prima che fossero incorporati nella città di Zurigo.

## Economia
Zurigo è un centro finanziario leader e una città globale. Nell'indice Global Financial Centres Index 2017, Zurigo è stata classificata come l'undicesimo centro finanziario più competitivo del mondo e seconda in Europa dopo Londra. La Greater Zürich Area è il centro economico della Svizzera e sede di numerose aziende internazionali. Situata a Zurigo, la Borsa svizzera è stata fondata nel 1877 ed è oggi la quarta borsa più importante al mondo. Inoltre, Zurigo è il più grande centro di negoziazione dell'oro del mondo. Dieci delle 50 maggiori società del paese hanno sede a Zurigo, tra cui ABB, UBS, Credit Suisse, Swiss Re e Zürich Financial Services. L'elevata qualità della vita è stata citata come motivo di crescita economica a Zurigo. Da molti anni la società di consulenza Mercer ha classificato Zurigo come la città con la più alta qualità di vita al mondo. In particolare, Zurigo ha ottenuto punteggi elevati per lavoro, alloggio, tempo libero, istruzione e sicurezza. Zurigo beneficia dell'elevato livello d'investimento nell'istruzione, tipico della Svizzera in generale e in grado di fornire manodopera qualificata a tutti i livelli. La città è sede di due grandi università, il che consente l'accesso a laureati e alla ricerca tecnologica. Il Politecnico di Zurigo è tra i primi 20 posti di tutte le principali classifiche universitarie internazionali e l'Università di Zurigo è tra le 100 migliori università del mondo.
Il secondo settore più importante è quello dei servizi connessi alle imprese, come la consulenza legale e gestionale, l'informatica e la gestione immobiliare. Un esempio è IBM Svizzera, che gestisce un importante laboratorio di ricerca a Rüschlikon. Dal 2004 Google gestisce anche il centro di ricerca europeo di Zurigo. Nell'ex sede della Hürlimann AG, la seconda sede più grande dell'azienda dopo Mountain View. Zurigo è anche la metropoli mediatica della Svizzera e il centro delle industrie creative. Quattro dei cinque maggiori gruppi mediatici hanno qui la loro sede centrale. Negli ultimi anni il turismo è diventato un importante fattore economico. Circa nove milioni di turisti diurni e due milioni di ospiti notturni vengono a Zurigo ogni anno. La maggior parte di essi si trova anche a Zurigo per scopi commerciali.

## Infrastrutture e trasporti

### Trasporti pubblici

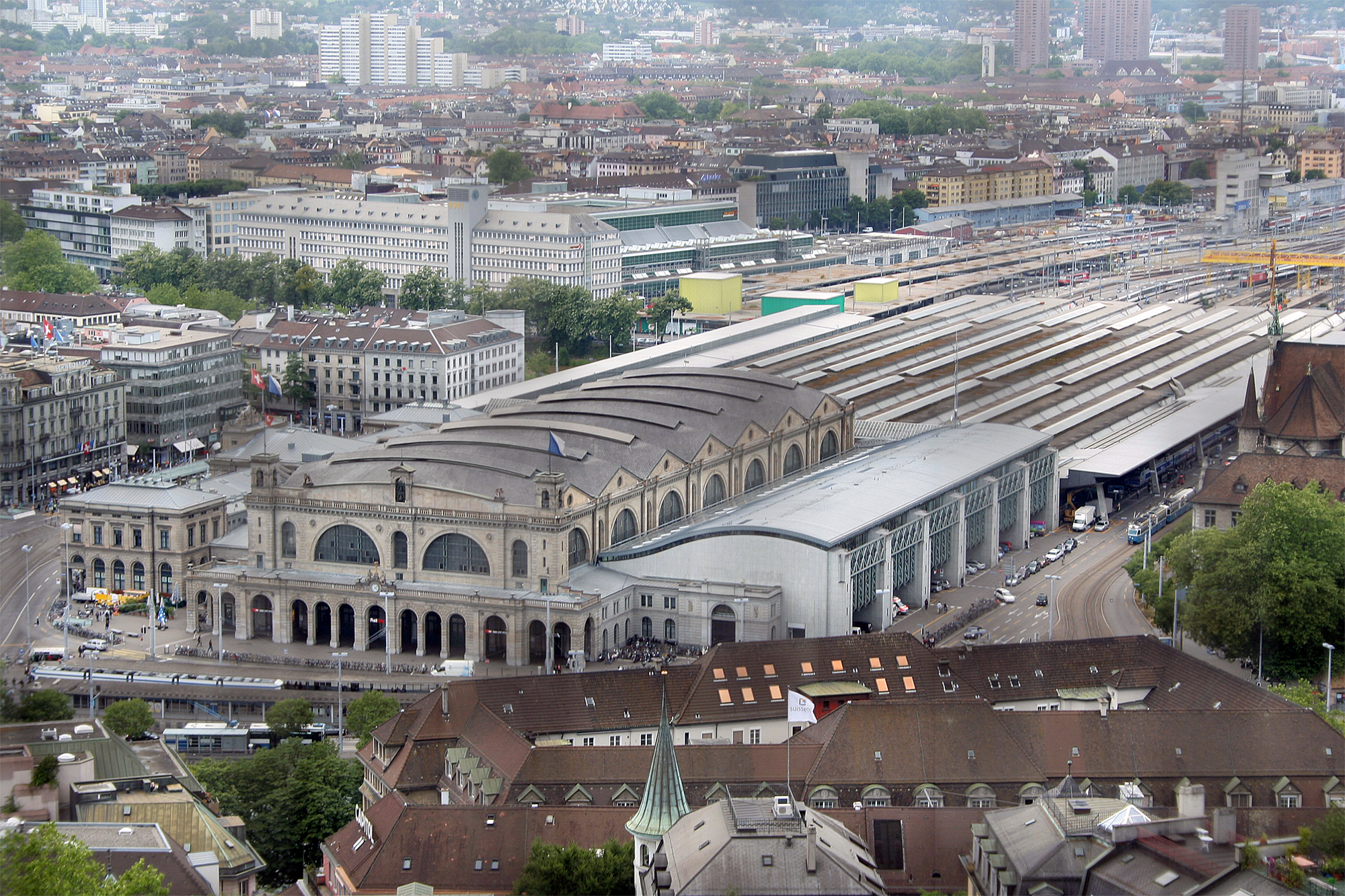
Stazione centrale di Zurigo

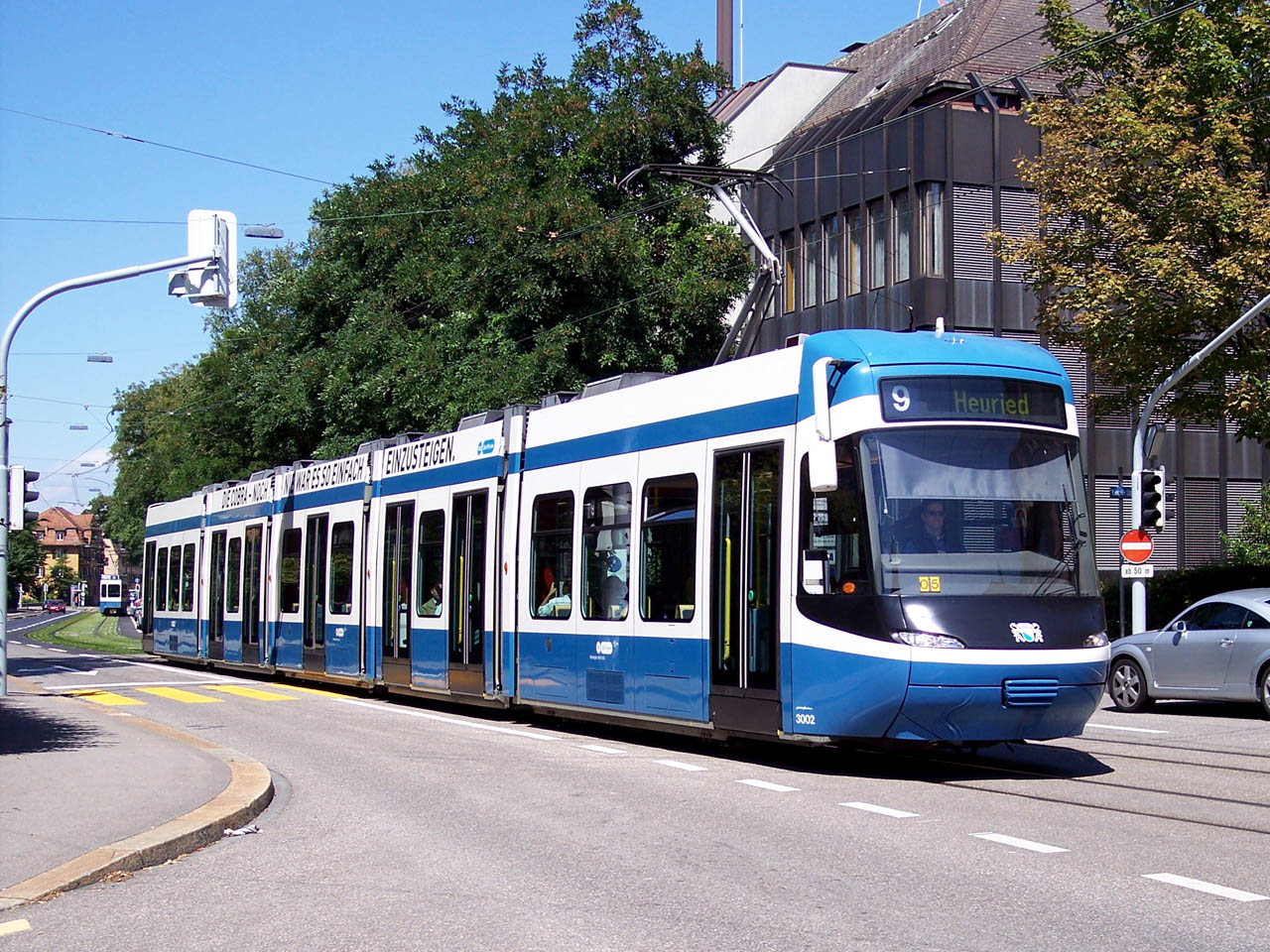
Tram "Cobra" della VBZ

Zurigo possiede con la sua stazione centrale il più grande e più importante nodo del trasporto pubblico in Svizzera. Nei suoi 26 principali binari transitano giornalmente 870 collegamenti nazionali e internazionali come gli EuroCity, Cisalpino, TGV, ICE e CityNightLine.
L'offerta di trasporto pubblico locale della città di Zurigo è in buona parte nelle mani di Verkehrsbetriebe Zürich (lett. Servizi di trasporti Zurigo, acronimo VBZ).
Le VBZ gestiscono 16 linee di tram (Rete tranviaria di Zurigo), 9 di filobus e 22 di autobus sul territorio cittadino. In più ci sono 12 bus di quartiere, una ferrovia a cremagliera (la Dolderbahn) e 2 funicolari, la Polybahn e la Seilbahn Rigiblick. Ulteriori 32 linee di bus nell'agglomerato zurighese sono gestite dalle VBZ. La rete totale di linee gestite dalle VBZ arriva a circa 300 km.
Vari progetti di metropolitana non sono stati realizzati, sia per motivi economici che per forti resistenze della popolazione (per esempio nel referendum del 1973, che portò anche all'interruzione di cantieri già aperti).
Dal 1990, a completare l'offerta, si è aggiunto il servizio S-Bahn, gestito dalle Ferrovie Federali Svizzere e dalla Sihltal Zürich Uetliberg Bahn, che serve non solo la città ma anche tutto il cantone e pure, parzialmente, quelli limitrofi.
La rete S-Bahn serve 13 stazioni all'interno della città, tra queste la stazione centrale, l'architettonicamente interessante stazione di Stadelhofen e la stazione di Zurigo Enge.
Tutti i gestori cittadini sono membri della comunità tariffaria Zürcher Verkehrsverbund (acronimo ZVV), per cui si possono utilizzare tutti i mezzi di trasporto con un solo biglietto.
La città è servita dall'aeroporto di Zurigo.
Un servizio di navigazione pubblica di linea per mezzo di motonavi collega la città con i paesi del lago.

## Sport
Zurigo è la città del Grasshopper-Club e del FC Zurigo (che giocano al Stadio Letzigrund). Inoltre il Grasshopper Club Zürich, che milita nella prima divisione chiamata Super League, è la squadra più vincente nella storia della Super League, mentre il Zurigo milita allo stesso modo nella Super League. Si tratta di due tra le formazioni più quotate del campionato di calcio svizzero.
La città ospita, per quanto riguarda l'hockey su ghiaccio, i pluricampioni svizzeri dello ZSC Lions i cui derby con i vicini del Kloten Flyers sono tra i più appassionanti e sentiti del campionato.
Dal 2003, nel mese di aprile, si tiene la Maratona di Zurigo, con partenza e arrivo a Mythenquai, all'altezza del porto di Enge.

## Galleria d'immagini

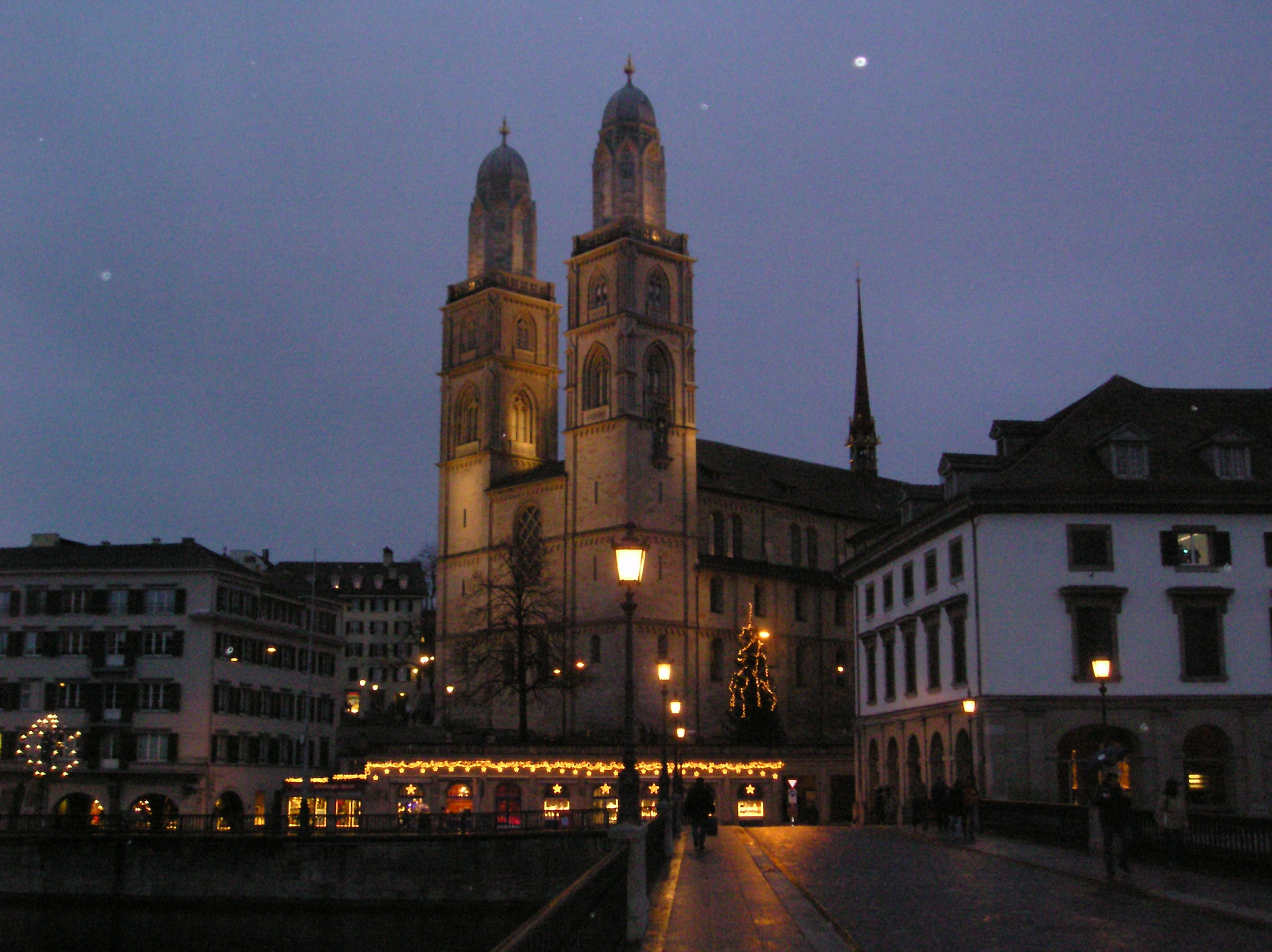
Grossmünster
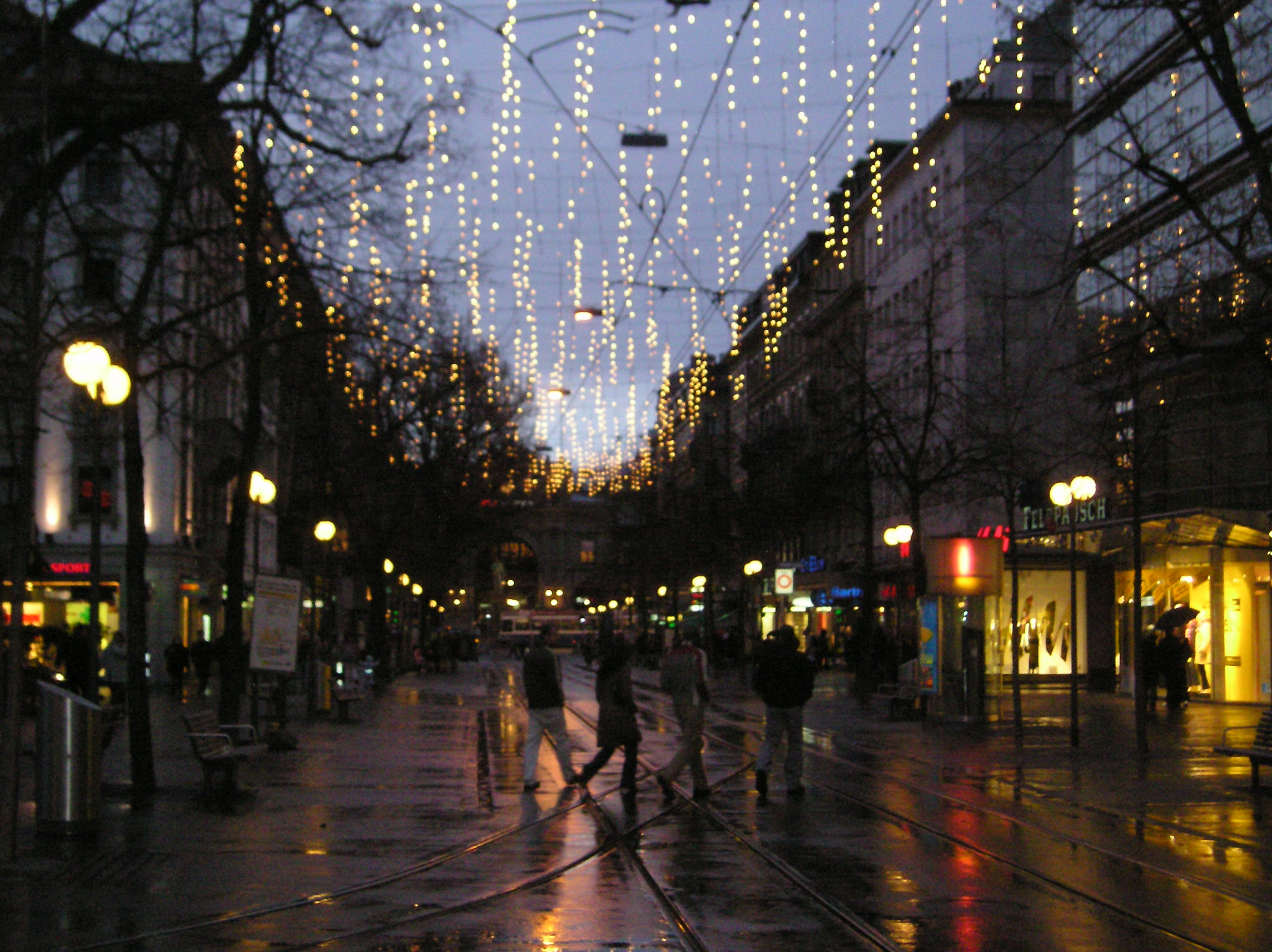
Bahnhofstrasse